# Церква дванадцяти апостолів (Балаклава)
Церква дванадцяти апостолів — пам'ятка історії місцевого значення XVIII сторіччя (охоронний номер 107-Св), розташована у Балаклаві. Знаходиться на вулиці Купріна, 15а.
Престольне свято: 13 липня на честь Собору святих славних і всехвальних 12 апостолів Христових.

## Історія
Дискусійним є питання про дату спорудження церкви. Під час реконструкції була знайдена будівельна дошка в стіні, типова для генуезьких майстрів, з написом: «1357, в день вересня, почата ця споруда під керівництвом скромного чоловіка Сімоно-де-Орто, консула і каштеляна». Плита була прихована штукатуркою, тож, могла використовуватися вторинно. Можливо, церква побудована на фундаменті візантійської церкви VI століття.
У 1887 році єпископ Сімферопольський і Таврійський Гермоген писав: «Ще в 1375 році в Балаклаві була побудована церква в ім'я Дванадцяти апостолів. Справжня ж кам'яна церква побудована у 1794 році, але в Кримську війну була пошкоджена ворогом і потім відновлена прихожанами і освячена 8 липня тисячі вісімсот сімдесят п'ятого року в ім'я святого Миколая Чудотворця». Вона була військовою церквою Балаклавського грецького батальйону, у 1859 перейшла до єпархіального відомства.
У той час церкві належали каплички Святої Трійці і в ім'я Пророка Іллі, церква на честь Воздвиження Животворящого Хреста Господнього (1903 рік на кошти Спиридона Гіналі) і церква в ім'я святих Апостолів на давньому цвинтарі.
За СРСР у приміщенні церкви було розташовано Палац піонерів, а пізніше — Товариство сприяння обороні, авіаційному і хімічному будівництву. У 1990 році приміщення повернули громаді. Церква стала частиною Інкерманського Свято-Климентівського монастиря.

## Архітектура
Храм вирізняється від інших схожих культових споруд Криму. Зведена з бутового вапняка будівля має форму хреста з куполом. Західний вхід — портик з чотирьох колон доричного ордера з трикутним фронтоном з білого інкерманського вапняка. Колони портика та інтер'єру — тосканського ордеру. Усередині немає розписів. Невеликий простір все ж велично вражає.

## Галерея

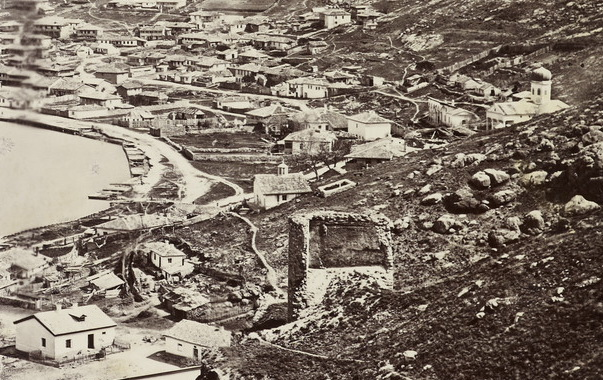
Миколаївський собор, нині Храм Дванадцятьох Апостолів, 1869 рік
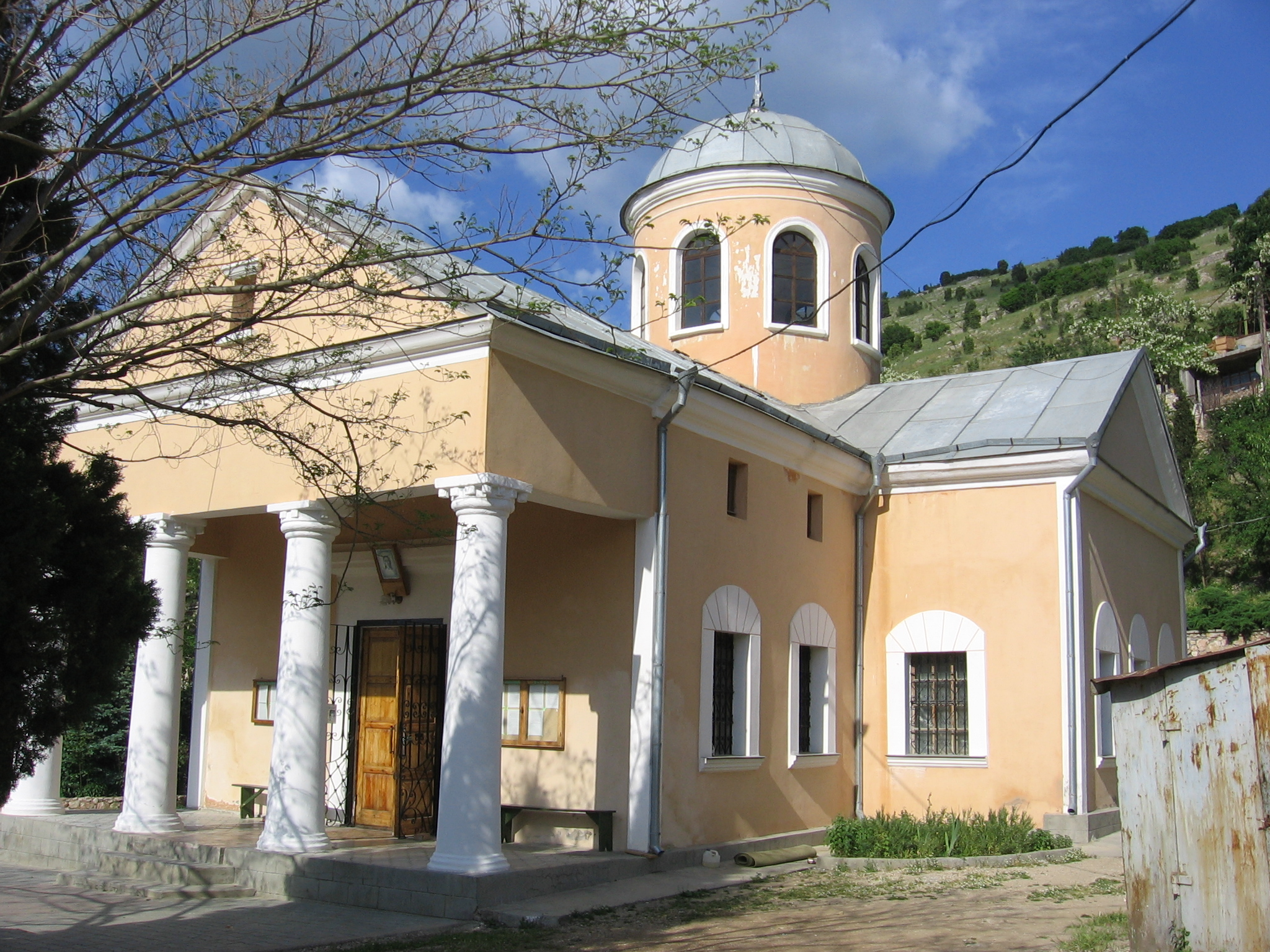
Храм Дванадцятьох Апостолів, 2005 рік
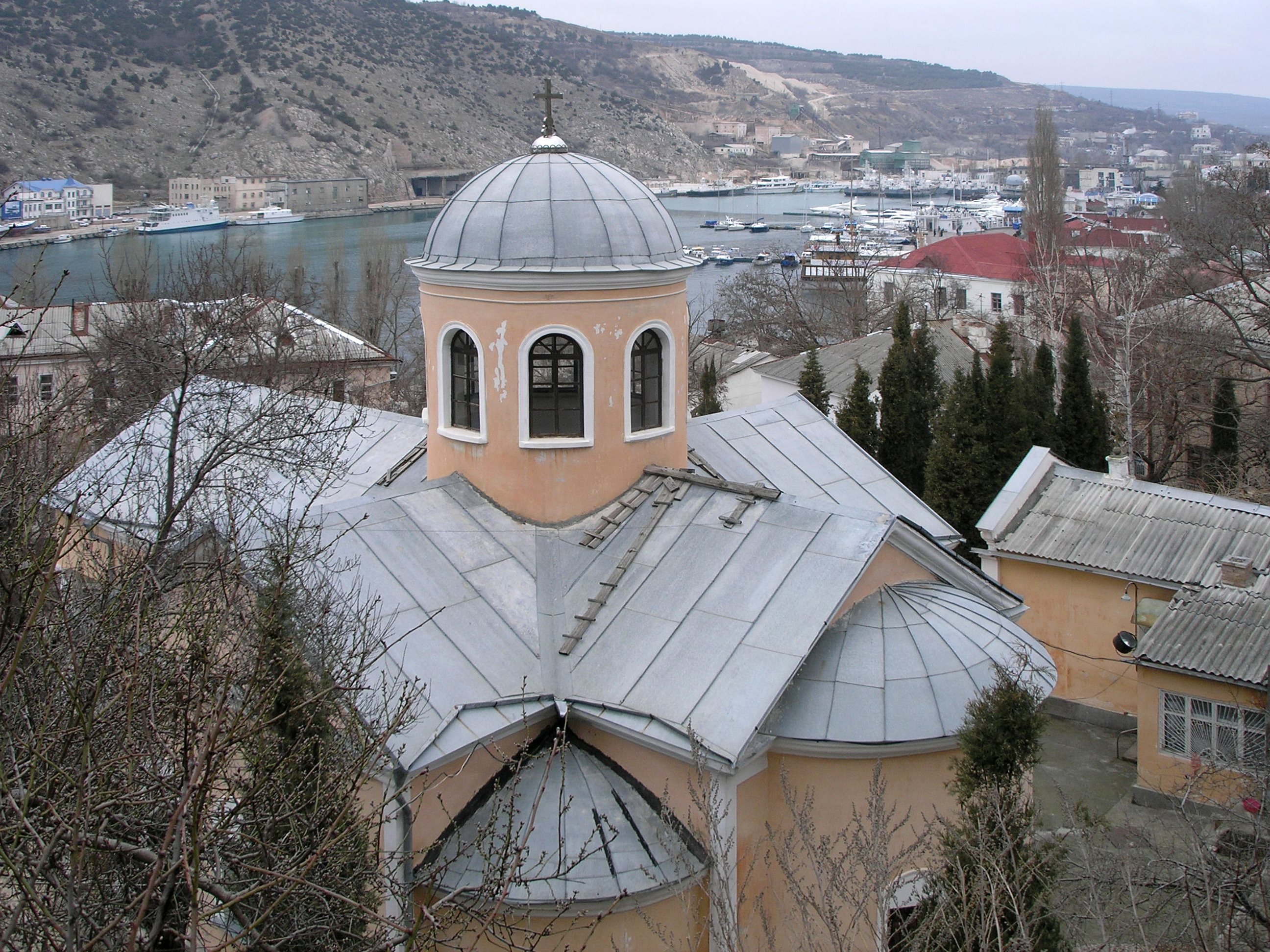
Храм Дванадцятьох Апостолів, 2005 рік
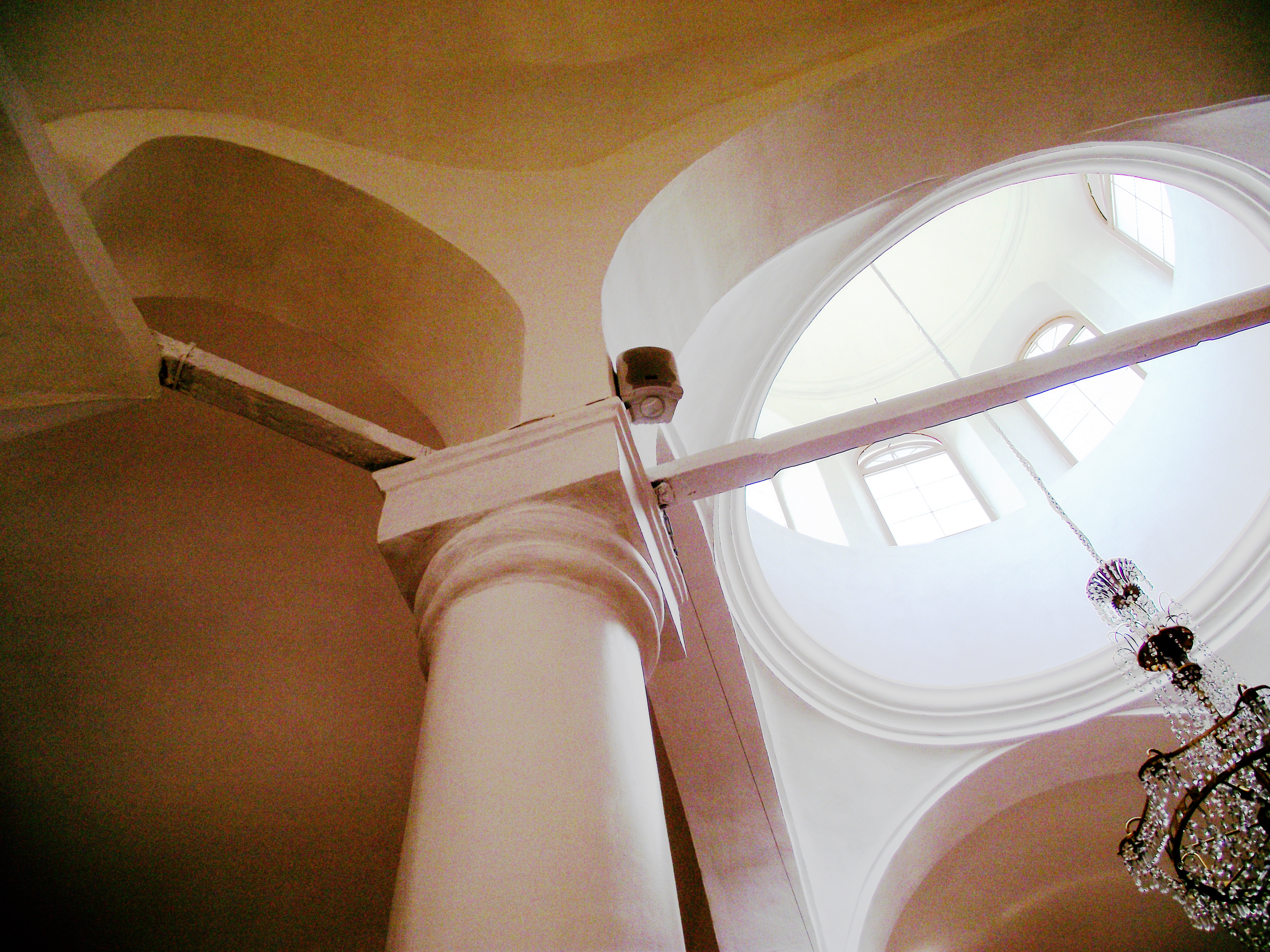
Купол церкви
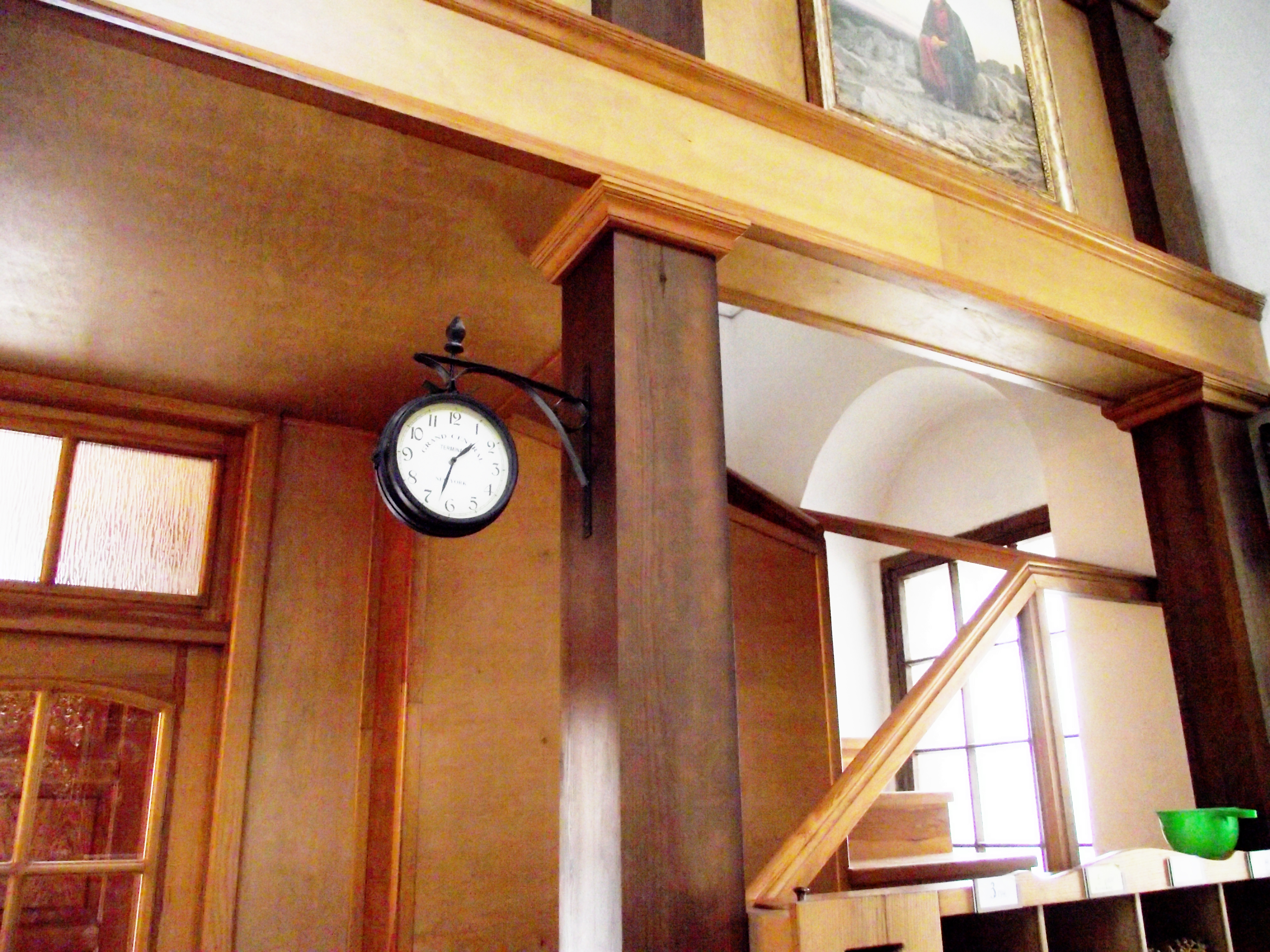
Інтер'єр храму
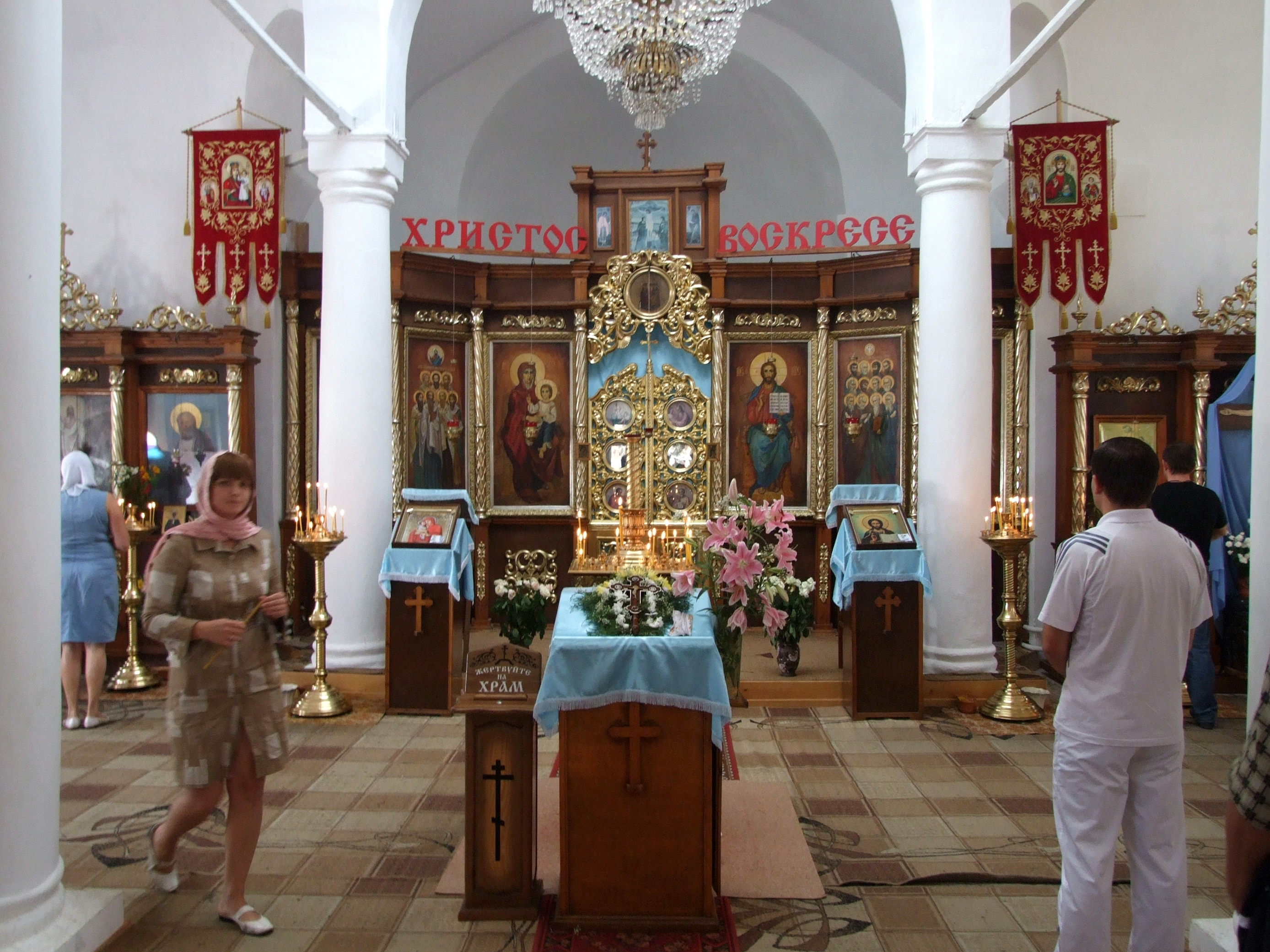
Іконостас храму